# Côtes du Frontonnais
Die Côtes du Frontonnais sind ein Weinbaugebiet im Südwesten Frankreichs (→ Sud-Ouest). Das nach der Kleinstadt Fronton benannte Anbaugebiet liegt 30 km nördlich von Toulouse in den Départements Haute-Garonne und Tarn-et-Garonne. Die Anbaufläche betrug im Jahr 2002 rund 2.021 ha, produziert wurden 87.658 hl Rot- und Roséwein. Die Côtes du Frontonnais vereinigen die ehemaligen VDQS-Gebiete Fronton und Villaudric. Diese Namen dürfen daher der Bezeichnung angehängt werden.

## Boden und Klima
Das Anbaugebiet liegt zwischen den Flüssen Tarn und Garonne, die hier nahezu parallel nach Nordwesten fließen. Das aus Ablagerungen des Tarn in Mindel-, Würm- und Risseiszeit entstandene Plateau fällt in mehreren Terrassen nach Osten zum Tarn hin ab. Der Boden ist lehmig-sandig und teilweise stark von Steinen durchsetzt. Aufgrund des Mangels an Kalk ist er als sauer zu bezeichnen.
Das Klima ist wie fast überall im Südwesten atlantisch geprägt, die Nähe des Mittelmeeres ist jedoch deutlich zu spüren. So dominieren zwar westliche Winde, die Sommer sind aber heiß und trocken. Der meiste Niederschlag fällt im Frühjahr. Eine wichtige Rolle spielt der föhnartige Ostwind Autan, der im Herbst die Reben trocknen lässt und die Bildung von Edelfäule verhindert.

## Rebsorten und Weine
Der Wein des Frontonnais zieht seinen Charakter aus der lokalen Rebsorte Négrette. Diese liefert einen ausgeprägt fruchtigen, geschmeidigen Rotwein. Ihr Anteil liegt zwischen 50 und 70 %. Um dem Wein mehr Struktur zu verleihen, wird die Négrette zumeist mit anderen Rebsorten wie Syrah, Malbec, Cabernet Franc oder Cabernet Sauvignon verschnitten. Auch Gamay ist zugelassen. Ein typischer Côtes du Frontonnais ist nicht für lange Lagerung bereitet. Er kann sich aber durchaus vier bis sechs Jahre lang in der Flasche verbessern. Längere Reifezeit benötigen in Barriques ausgebaute Weine. Diese sind aber unter den Winzern umstritten, da sie weder der lokalen Tradition entsprechen noch dem Charakter der Négrette entgegenkommen. Sie werden vor allem aus Marketing-Gründen bereitet.
Die Roséweine werden als Saignée als Nebenprodukt der Rotweinproduktion gewonnen. Ihnen kommt die niedrige Säure der Négrette zugute. Einige Erzeuger bauen auch Weißwein an, diese können aber nur als Vin de Pays verkauft werden, da sie in der AOC Côtes du Frontonnais nicht vorgesehen sind.

## Geschichte
Der Weinbau in der Region von Fronton reicht vermutlich in die Antike zurück, sicher aber ins frühe Mittelalter. Im Jahre 1122 erhielt der Templerorden ausgedehnte Ländereien um Fronton. Angeblich brachten die Tempelritter von der Insel Zypern die Négrette mit.
Der Weinbau erlebte seinen Höhepunkt im 18. Jahrhundert, als die die Weine des Oberlandes zugunsten Bordeaux’ diskriminierenden Handelsbeschränkungen fielen. Im 19. Jahrhundert wurde noch eine Reihe heute aufgegebener Rebsorten wie Mauzac, Folle Blanche und Mérille kultiviert. Die Reblauskrise verschonte auch Fronton nicht. Um 1900 waren noch rund 8.000 Hektar mit Reben bestockt, zum Großteil allerdings mit ertragreichen Sorten minderer Qualität sowie Hybriden, um die Ertragseinbußen auszugleichen. Cabernet, Syrah und Gamay wurden erst im 20. Jahrhundert eingeführt.
Der Niedergang des Weinbaus wurde erst nach dem Zweiten Weltkrieg gestoppt. 1945 erhielten die Weine von Villaudric den Status eines Vin Délimité de Qualité Supérieur (VDQS). 1946 wurde die Genossenschaft von Fronton gegründet, und ein Jahr später erhielt auch Fronton den VDQS-Status. Der schwere Frost von 1956 brachte den Weinbau nochmals an den Rand des Untergangs, da viele Weinberge neu bepflanzt werden mussten. 1975 erhielt das gesamte Gebiet den Status einer Appellation d’Origine Contrôlée (AOC) unter dem Namen Côtes du Frontonnais. Die Unterscheidung zwischen Fronton und Villaudric war damit verschwunden. Dem fiel auch die Genossenschaft von Villaudric zum Opfer, sie musste 1987 schließen. Die historische Rivalität zwischen den beiden Orten blieb aber bestehen – so schlossen sich einige Winzer von Villaudric der Genossenschaft von Rabastens im Département Tarn an, die im Anbaugebiet Gaillac liegt.